# Olympische Jugend-Sommerspiele 2018/Teilnehmer (Österreich)
| Gelbes Symbol für Goldmedaillen mit stilisierten Olympischen Ringen | Graues Symbol für Silbermedaillen mit stilisierten Olympischen Ringen | Braundes Symbol für Bronzemedaillen mit stilisierten Olympischen Ringen |
| ------------------------------------------------------------------- | --------------------------------------------------------------------- | ----------------------------------------------------------------------- |
| 1                                                                   | 1                                                                     | 7                                                                       |

Die österreichische Jugend-Olympiamannschaft für die III. Olympischen Jugend-Sommerspiele vom 6. bis 18. Oktober 2018 in Buenos Aires (Argentinien) bestand aus 42 Athleten.

## Medaillengewinner

### Medaillenspiegel
| Rang   | Sportart        | Goldmedaille – Olympiasieger | Silbermedaille – 2. Platz | Bronzemedaille – 3. Platz | Gesamt |
| ------ | --------------- | ---------------------------- | ------------------------- | ------------------------- | ------ |
| 1      | Sportklettern   | 1                            | —                         | 1                         | 2      |
| 2      | Radsport        | —                            | 2                         | —                         | 2      |
| 3      | Schwimmen       | —                            | —                         | 2                         | 2      |
| 4      | Breakdance      | —                            | —                         | 1                         | 1      |
| 4      | Golf            | —                            | —                         | 1                         | 1      |
| 4      | Judo            | —                            | —                         | 1                         | 1      |
| 4      | Leichtathletik  | —                            | —                         | 1                         | 1      |
| 4      | Trampolinturnen | —                            | —                         | 1                         | 1      |
| Gesamt | Gesamt          | 3                            | 4                         | 2                         | 9      |

### Medaillengewinner

#### Gold
| Name                     | Sportart      | Wettkampf |
| ------------------------ | ------------- | --------- |
| Sandra Christine Lettner | Sportklettern | Einzel    |

#### Silber
| Name                           | Sportart | Wettkampf          |
| ------------------------------ | -------- | ------------------ |
| Laura Stigger Hannah Streicher | Radsport | Combined Criterium |

#### Bronze
| Name | Sportart        | Wettkampf        |
| --- | --------------- | ---------------- |
| Ella Bumblebee | Breakdance      | Mixed Team 1     |
| Emma Spitz | Golf            | Einzel           |
| Daniel Leutgeb | Judo            | Klasse bis 55 kg |
| Team London Noemi Huayhuameza Orneta Rachel Krapman Daniel Leutgeb Edith Ortiz Ahmed Rebahi Berkarys Saduakas João Santos Yangchen Wangmo | Judo            | Mixed Team 1     |
| Ingeborg Grünwald | Leichtathletik  | Weitsprung       |
| Laura Lammer | Sportklettern   | Einzel           |
| Benny Wizani | Trampolinturnen | Einzel           |

## Athleten nach Sportarten

### Breakdance
Mädchen
| Athleten       | Wettbewerb | Vorrunde | Vorrunde | Viertelfinale | Viertelfinale | Halbfinale    | Halbfinale    | Finale / Platz 3 | Finale / Platz 3 | Rang   |
| Athleten       | Wettbewerb | Punkte   | Rang     | Gegner        | Ergebnis      | Gegner        | Ergebnis      | Gegner           | Ergebnis         | Rang   |
| -------------- | ---------- | -------- | -------- | ------------- | ------------- | ------------- | ------------- | ---------------- | ---------------- | ------ |
| Mädchen        |            |          |          |               |               |               |               |                  |                  |        |
| Ella           | Einzel     | 0 (1)    | 12       | ausgeschieden | ausgeschieden | ausgeschieden | ausgeschieden | ausgeschieden    | ausgeschieden    | 12     |
| Mixed          |            |          |          |               |               |               |               |                  |                  |        |
| Ella Bumblebee | Mixed Team | 4 (16)   | 5        | Yell Jordan   | 3:2 (15:10)   | Lexy Broly    | 2:2 (8:12)    | Vicky Bad Matty  | 2:2 (8:12)       | Bronze |

### Fechten
| Athleten | Wettbewerb | Gruppenphase     | Gruppenphase | Achtelfinale | Achtelfinale | Viertelfinale    | Viertelfinale | Halbfinale    | Halbfinale    | Platzierungskampf | Platzierungskampf | Finale / Platz 3 | Finale / Platz 3 | Rang |
| Athleten | Wettbewerb | Gegner           | Ergebnis     | Gegner       | Ergebnis     | Gegner           | Ergebnis      | Gegner        | Ergebnis      | Gegner            | Ergebnis          | Gegner           | Ergebnis         | Rang |
| --- | ---------- | ---------------- | ------------ | ------------ | ------------ | ---------------- | ------------- | ------------- | ------------- | ----------------- | ----------------- | ---------------- | ---------------- | ---- |
| Jungen |            |                  |              |              |              |                  |               |               |               |                   |                   |                  |                  |      |
| Alexander Maximilian Biro                                                                                         | Degen      | Li Zhiwei        | 3:5          | –            | –            | Davide Di Veroli | 13:15         | Ausgeschieden | Ausgeschieden | Ausgeschieden     | Ausgeschieden     | Ausgeschieden    | Ausgeschieden    | 5    |
| Alexander Maximilian Biro                                                                                         | Degen      | Davide Di Veroli | 5:2          | –            | –            | Davide Di Veroli | 13:15         | Ausgeschieden | Ausgeschieden | Ausgeschieden     | Ausgeschieden     | Ausgeschieden    | Ausgeschieden    | 5    |
| Alexander Maximilian Biro                                                                                         | Degen      | Mohamed El-Sayed | 5:3          | –            | –            | Davide Di Veroli | 13:15         | Ausgeschieden | Ausgeschieden | Ausgeschieden     | Ausgeschieden     | Ausgeschieden    | Ausgeschieden    | 5    |
| Alexander Maximilian Biro                                                                                         | Degen      | Isaac Herbst     | 5:3          | –            | –            | Davide Di Veroli | 13:15         | Ausgeschieden | Ausgeschieden | Ausgeschieden     | Ausgeschieden     | Ausgeschieden    | Ausgeschieden    | 5    |
| Mixed |            |                  |              |              |              |                  |               |               |               |                   |                   |                  |                  |      |
| Team Europa 3 Axelle Wasiak Venissia Thépaut Joana Iliewa Alexander Maximillian Biro Maciej Bem Alonso Santamaría | Mannschaft | –                | –            | –            | –            | Team Europa 2    | 30:24         | Team Europa 1 | 22:30         | –                 | –                 | Team Amerikas 1  | 24:30            | 4    |

### Golf
| Athleten                    | Wettbewerb | Runde 1        | Runde 1 | Runde 2        | Runde 2 | Runde 3        | Runde 3 | Runde 3 (Mädchen) | Runde 3 (Mädchen) | Runde 3 (Jungen) | Runde 3 (Jungen) | Gesamt   | Gesamt | Gesamt |
| Athleten                    | Wettbewerb | Ergebnis (Par) | Rang    | Ergebnis (Par) | Rang    | Ergebnis (Par) | Rang    | Ergebnis (Par)    | Rang              | Ergebnis (Par)   | Rang             | Ergebnis | Par    | Rang   |
| --------------------------- | ---------- | -------------- | ------- | -------------- | ------- | -------------- | ------- | ----------------- | ----------------- | ---------------- | ---------------- | -------- | ------ | ------ |
| Jungen                      |            |                |         |                |         |                |         |                   |                   |                  |                  |          |        |        |
| Christoph Bleier            | Einzel     | 77 (+7)        | 19      | 76 (+6)        | 21      | 72 (+2)        | 7       | -                 | -                 | -                | -                | 225      | +15    | 20     |
| Mädchen                     |            |                |         |                |         |                |         |                   |                   |                  |                  |          |        |        |
| Emma Spitz                  | Einzel     | 72 (+2)        | 7       | 70 (0)         | 2       | 72 (+2)        | 4       | -                 | -                 | -                | -                | 214      | +4     | Bronze |
| Mixed                       |            |                |         |                |         |                |         |                   |                   |                  |                  |          |        |        |
| Emma Spitz Christoph Bleier | Doppel     | 66 (−4)        | 16      | 70 (0)         | 3       | -              | -       | 70 (0)            | 3                 | 72 (+2)          | 8                | 278      | +2     | 4      |

### Hockey

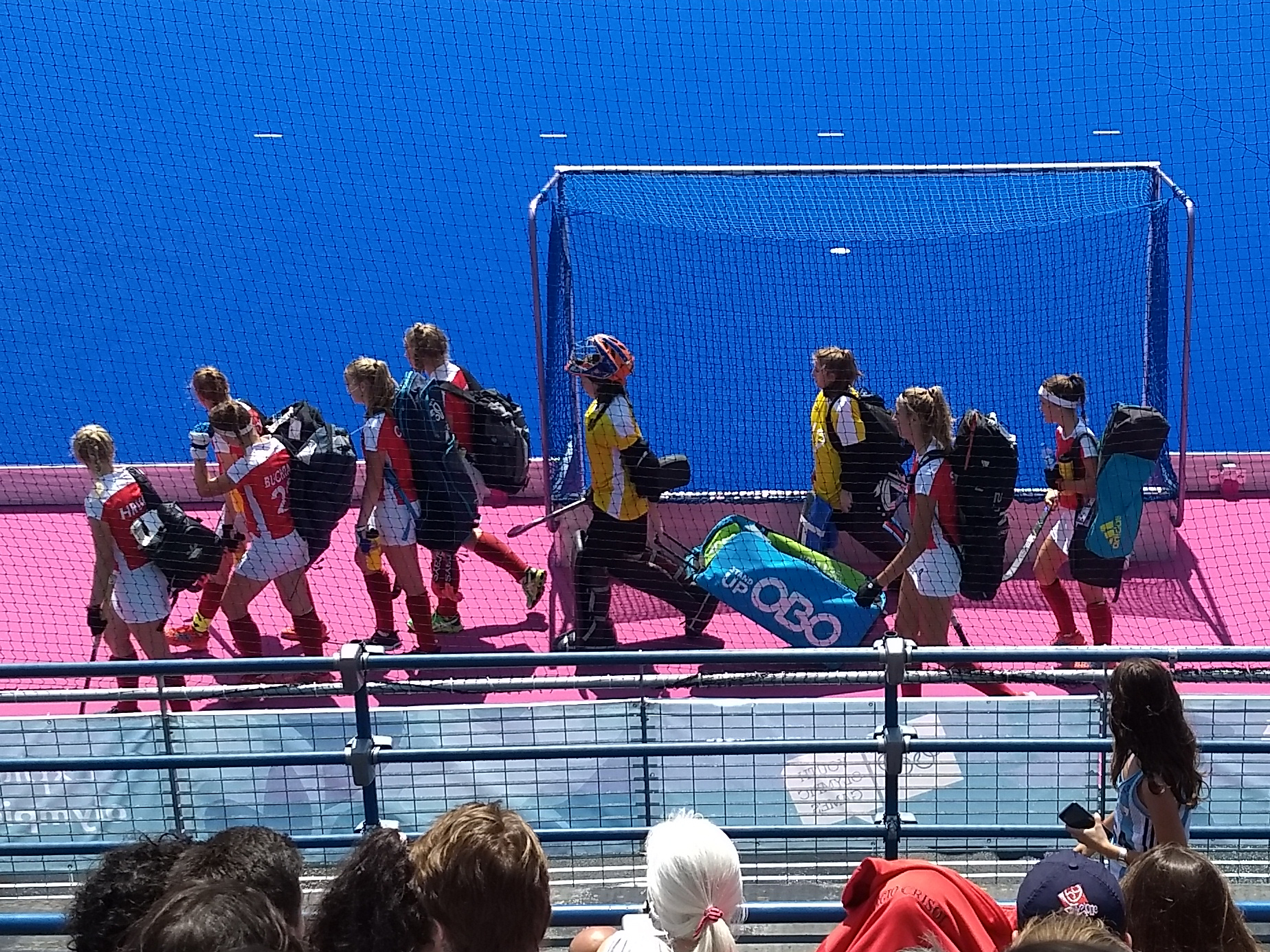
Österreichs U18 Mädchen

| Wettbewerb       | Jungen | Mädchen |
| ---------------- | --- | --- |
| Athleten         | Florian Albrecht Paul Drusany Jan Grüner Benjamin Kölbl Yannick Matousek Marcin Nyckowiak Jakob Scherf Maximilian Trnka Nikolaus Wellan | Lena Buchta Johanna Czech Fiona Felber Helene Herzog Sabrina Hruby Laura Kern Isabella Klausbruckner Sophie Salat Michaela Streb |
| Gruppenphase     | Australien (2:0) Indien (1:9) Bangladesch (3:0) Kanada (2:3) Kenia (4:3)                                                                | Argentinien (0:6) Indien (2:4) Südafrika (1:2) Uruguay (2:1) Vanuatu (14:0)                                                      |
| Viertelfinale    | Malaysia (0:2) | China (1:1; 1:2) |
| Halbfinale       | - | - |
| Finale           | - | - |
| Crossover        | Australien (3:8) | Polen (3:1) |
| Spiel um Platz 5 | - | Australien (0:3) |
| Spiel um Platz 7 | Bangladesch (2:2; 0:2) | - |
| Spiel um Platz 9 | - | - |
| Platzierung      | 7 | 6 |

### Judo
| Athleten | Wettbewerb       | Achtelfinale   | Achtelfinale | Viertelfinale       | Viertelfinale | Halbfinale      | Halbfinale | Finale / Platz 3 | Finale / Platz 3 | Rang   |
| Athleten | Wettbewerb       | Gegner         | Ergebnis     | Gegner              | Ergebnis      | Gegner          | Ergebnis   | Gegner           | Ergebnis         | Rang   |
| --- | ---------------- | -------------- | ------------ | ------------------- | ------------- | --------------- | ---------- | ---------------- | ---------------- | ------ |
| Jungen |                  |                |              |                     |               |                 |            |                  |                  |        |
| Daniel Leutgeb | Klasse bis 55 kg | Euclides Lopes | 10:0         | Aleddine Ben Chalbi | 10:01s1       | Artsiom Kolasau | 0s2:11     | Ariel Shulman    | 10:0s1           | Bronze |
| Mixed |                  |                |              |                     |               |                 |            |                  |                  |        |
| Team London Noemi Huayhuameza Orneta Rachel Krapman Daniel Leutgeb Edith Ortiz Ahmed Rebahi Berkarys Saduakas João Santos Yangchen Wangmo | Mannschaft       | -              | -            | Team Moskau         | 4:3           | Team Beijing    | 0:7        | Ausgeschieden    | Ausgeschieden    | Bronze |

### Leichtathletik

#### Laufen und Gehen
| Athleten       | Wettbewerb   | 1. Durchgang | 1. Durchgang | 2. Durchgang | 2. Durchgang | Gesamt      | Gesamt | Rang |
| Athleten       | Wettbewerb   | Zeit         | Rang         | Zeit         | Rang         | Zeit        | Rang   | Rang |
| -------------- | ------------ | ------------ | ------------ | ------------ | ------------ | ----------- | ------ | ---- |
| Jungen         |              |              |              |              |              |             |        |      |
| Paul Seyringer | 800 m        | 1:54,02 min  | 17           | 2:02,19 min  | 22           | 3:56,21     | 19     | 19   |
| Mädchen        |              |              |              |              |              |             |        |      |
| Johanna Plank  | 100 m Hürden | 13,71 s      | 4            | 13,40 s      | 4            | 27,11 s     | 4      | 4    |
| Lena Pressler  | 400 m Hürden | 1:01,85 min  | 10           | 1:01,33 min  | 11           | 2:03,18 min | 9      | 9    |

#### Springen und Werfen
| Athleten          | Wettbewerb | 1. Durchgang | 1. Durchgang | 2. Durchgang | 2. Durchgang | Gesamt     | Gesamt |
| Athleten          | Wettbewerb | Weite/Höhe   | Rang         | Weite/Höhe   | Rang         | Weite/Höhe | Rang   |
| ----------------- | ---------- | ------------ | ------------ | ------------ | ------------ | ---------- | ------ |
| Jungen            |            |              |              |              |              |            |        |
| Leo Lasch         | Weitsprung | 6,99 m       | 13           | 6,95 m       | 11           | 13,94 m    | 11     |
| Mädchen           |            |              |              |              |              |            |        |
| Ingeborg Grünwald | Weitsprung | 6,11 m       | 1            | 6,20 m       | 3            | 12,31 m    | Bronze |

### Radsport
| Athleten                       | Wettbewerb         | Team Zeitfahren | Team Zeitfahren | Team Zeitfahren | Straßenrennen | Straßenrennen | Straßenrennen | Mountainbike (Ausscheidungsrennen) | Mountainbike (Ausscheidungsrennen) | Mountainbike (Rundkurs) | Mountainbike (Rundkurs) | Mountainbike (Rundkurs) | Kriterium | Kriterium | Kriterium | Punkte | Rang   |
| Athleten                       | Wettbewerb         | Zeit            | Punkte          | Rang            | Zeit          | Punkte        | Rang          | Rang                               | Punkte                             | Zeit                    | Punkte                  | Rang                    | Runden    | Punkte    | Rang      | Punkte | Rang   |
| ------------------------------ | ------------------ | --------------- | --------------- | --------------- | ------------- | ------------- | ------------- | ---------------------------------- | ---------------------------------- | ----------------------- | ----------------------- | ----------------------- | --------- | --------- | --------- | ------ | ------ |
| Mädchen                        |                    |                 |                 |                 |               |               |               |                                    |                                    |                         |                         |                         |           |           |           |        |        |
| Laura Stigger Hannah Streicher | Combined Criterium | 9:52,06 min     | 40              | 5               | 1:42,19 min   | 65 2          | 3 15          | 1                                  | 100                                | 18:13 min               | 100                     | 1                       | 16        | 40        | 5         | 355    | Silber |

### Schießen
| Athleten                                          | Wettbewerb      | Qualifikation | Qualifikation | Achtelfinale                  | Achtelfinale | Viertelfinale             | Viertelfinale | Halbfinale                                        | Halbfinale | Finale / Platz 3                      | Finale / Platz 3 | Finale / Platz 3 | Rang |
| Athleten                                          | Wettbewerb      | Punkte        | Rang          | Gegner                        | Ergebnis     | Gegner                    | Ergebnis      | Gegner                                            | Ergebnis   | Gegner                                | Ergebnis         | Rang             | Rang |
| ------------------------------------------------- | --------------- | ------------- | ------------- | ----------------------------- | ------------ | ------------------------- | ------------- | ------------------------------------------------- | ---------- | ------------------------------------- | ---------------- | ---------------- | ---- |
| Jungen                                            |                 |               |               |                               |              |                           |               |                                                   |            |                                       |                  |                  |      |
| Stefan Wadlegger                                  | 10 m Luftgewehr | 620,2         | 8             | –                             | –            | –                         | –             | –                                                 | –          | –                                     | 141,3            | 7                | 7    |
| Mixed                                             |                 |               |               |                               |              |                           |               |                                                   |            |                                       |                  |                  |      |
| Gabriela Fernanda Martínez López Stefan Wadlegger | 10 m Luftgewehr | 823,0         | 10            | Aoi Takagi Maximilian Ulbrich | 10:7         | Chen Yun-Yun Arnab Sharar | 10:8          | Anastasiia Dereviagina Edson Ismael Ramírez Ramos | 8:10       | Viivi Natalia Kemppi Facundo Firmapaz | 7:10             | 4                | 4    |

### Schwimmen
| Athleten                                                    | Wettbewerb              | Vorlauf     | Vorlauf | Halbfinale    | Halbfinale    | Finale        | Finale        | Rang   |
| Athleten                                                    | Wettbewerb              | Zeit        | Rang    | Zeit          | Rang          | Zeit          | Rang          | Rang   |
| ----------------------------------------------------------- | ----------------------- | ----------- | ------- | ------------- | ------------- | ------------- | ------------- | ------ |
| Jungen                                                      |                         |             |         |               |               |               |               |        |
| Simon Bucher                                                | 50 m Freistil           | DNS         | DNS     | DNS           | DNS           | DNS           | DNS           | DNS    |
| Simon Bucher                                                | 100 m Freistil          | DNS         | DNS     | DNS           | DNS           | DNS           | DNS           | DNS    |
| Simon Bucher                                                | 50 m Rücken             | DNS         | DNS     | DNS           | DNS           | DNS           | DNS           | DNS    |
| Simon Bucher                                                | 50 m Schmetterling      | DNS         | DNS     | DNS           | DNS           | DNS           | DNS           | DNS    |
| Simon Bucher                                                | 100 m Schmetterling     | DNS         | DNS     | DNS           | DNS           | DNS           | DNS           | DNS    |
| Marvin Miglbauer                                            | 50 m Rücken             | 26,50 s     | 25      | ausgeschieden | ausgeschieden | ausgeschieden | ausgeschieden | 25     |
| Marvin Miglbauer                                            | 100 m Rücken            | 57,84 s     | 20      | ausgeschieden | ausgeschieden | ausgeschieden | ausgeschieden | 20     |
| Marvin Miglbauer                                            | 200 m Rücken            | 2:10,99 min | 22      | ausgeschieden | ausgeschieden | ausgeschieden | ausgeschieden | 22     |
| Mädchen                                                     |                         |             |         |               |               |               |               |        |
| Elena Guttmann                                              | 50 m Brust              | 33,04 s     | 21      | ausgeschieden | ausgeschieden | ausgeschieden | ausgeschieden | 21     |
| Elena Guttmann                                              | 100 m Brust             | 1:10,86 min | 11      | 1:10,43       | 10            | ausgeschieden | ausgeschieden | 10     |
| Elena Guttmann                                              | 200 m Brust             | 2:37,22 min | 27      | ausgeschieden | ausgeschieden | ausgeschieden | ausgeschieden | 27     |
| Marlene Kahler                                              | 50 m Freistil           | DNS         | DNS     | DNS           | DNS           | DNS           | DNS           | DNS    |
| Marlene Kahler                                              | 100 m Freistil          | DNS         | DNS     | DNS           | DNS           | DNS           | DNS           | DNS    |
| Marlene Kahler                                              | 200 m Freistil          | 2:01,43 min | 7       | -             | -             | 2:02,57 min   | 8             | 8      |
| Marlene Kahler                                              | 400 m Freistil          | 4:13,10 min | 3       | -             | -             | 4:12,48 min   | 3             | Bronze |
| Marlene Kahler                                              | 800 m Freistil          | -           | -       | -             | -             | 8:36,57 min   | 3             | Bronze |
| Mixed                                                       |                         |             |         |               |               |               |               |        |
| Simon Bucher Marvin Miglbauer Elena Guttmann Marlene Kahler | 4 × 100 m Lagen Staffel | DNS         | DNS     | DNS           | DNS           | DNS           | DNS           | DNS    |

### Segeln
| Athleten                              | Wettbewerb | Rennen | Rennen   | Rennen | Rennen | Rennen | Rennen | Rennen | Rennen | Rennen | Rennen | Rennen | Rennen | Rennen | Gesamt | Gesamt    | Gesamt |
| Athleten                              | Wettbewerb | 1      | 2        | 3      | 4      | 5      | 6      | 7      | 8      | 9      | 10     | 11     | 12     | M*     | Punkte | Net Score | Rang   |
| ------------------------------------- | ---------- | ------ | -------- | ------ | ------ | ------ | ------ | ------ | ------ | ------ | ------ | ------ | ------ | ------ | ------ | --------- | ------ |
| Mixed                                 |            |        |          |        |        |        |        |        |        |        |        |        |        |        |        |           |        |
| Laura Sophie Farese Matthäus Zöchling | Nacra15    | 9      | 15 (UFD) | 11     | 14     | 11     | 11     | 10     | 15 DSQ | 5      | 13     | 10     | 6      | 7      | 137    | 122       | 13     |

### Sportklettern
| Athleten                 | Wettbewerb  | Qualifikation | Qualifikation | Qualifikation | Qualifikation | Qualifikation | Finale        | Finale        | Finale        | Finale        | Finale        | Rang   |
| Athleten                 | Wettbewerb  | Speed         | Bouldern      | Lead          | Punkte        | Rang          | Speed         | Bouldern      | Lead          | Punkte        | Rang          | Rang   |
| ------------------------ | ----------- | ------------- | ------------- | ------------- | ------------- | ------------- | ------------- | ------------- | ------------- | ------------- | ------------- | ------ |
| Mädchen                  |             |               |               |               |               |               |               |               |               |               |               |        |
| Laura Lammer             | Kombination | 4             | 4             | 4             | 144           | 1             | 1             | 4             | 5             | 20            | 3             | Bronze |
| Sandra Christine Lettner | Kombination | 8             | 9             | 1             | 32            | 6             | 3             | 3             | 2             | 18            | 1             | Gold   |
| Jungen                   |             |               |               |               |               |               |               |               |               |               |               |        |
| Nicolai Uznik            | Kombination | 18            | 11            | 6             | 1188          | 15            | ausgeschieden | ausgeschieden | ausgeschieden | ausgeschieden | ausgeschieden | 15     |

### Tischtennis
| Athleten                                                          | Wettbewerb | Gruppenphase                      | Gruppenphase | Gruppenphase | Achtelfinale                  | Achtelfinale  | Viertelfinale | Viertelfinale | Halbfinale    | Halbfinale    | Finale        | Finale        | Rang |
| Athleten                                                          | Wettbewerb | Gegner                            | Ergebnis     | Rang         | Gegner                        | Ergebnis      | Gegner        | Ergebnis      | Gegner        | Ergebnis      | Gegner        | Ergebnis      | Rang |
| ----------------------------------------------------------------- | ---------- | --------------------------------- | ------------ | ------------ | ----------------------------- | ------------- | ------------- | ------------- | ------------- | ------------- | ------------- | ------------- | ---- |
| Jungen                                                            |            |                                   |              |              |                               |               |               |               |               |               |               |               |      |
| Maciej Franciszek Kolodziejczyk                                   | Einzel     | Kanak Jha                         | 0:4          | 3            | ausgeschieden                 | ausgeschieden | ausgeschieden | ausgeschieden | ausgeschieden | ausgeschieden | ausgeschieden | ausgeschieden | 17   |
| Maciej Franciszek Kolodziejczyk                                   | Einzel     | Ni Burgos                         | 0:4          | 3            | ausgeschieden                 | ausgeschieden | ausgeschieden | ausgeschieden | ausgeschieden | ausgeschieden | ausgeschieden | ausgeschieden | 17   |
| Maciej Franciszek Kolodziejczyk                                   | Einzel     | Jann Mari Nayre                   | 4:0          | 3            | ausgeschieden                 | ausgeschieden | ausgeschieden | ausgeschieden | ausgeschieden | ausgeschieden | ausgeschieden | ausgeschieden | 17   |
| Mixed                                                             |            |                                   |              |              |                               |               |               |               |               |               |               |               |      |
| Team Europa 3 Maciej Franciszek Kolodziejczyk Anna Janina Wegrzyn | Doppel     | Pei-Ling Su/ Yun-Ju Lin           | 1:2          | 2            | Miu Hirano/ Tomokazu Harimoto | 2:0           | ausgeschieden | ausgeschieden | ausgeschieden | ausgeschieden | ausgeschieden | ausgeschieden | 17   |
| Team Europa 3 Maciej Franciszek Kolodziejczyk Anna Janina Wegrzyn | Doppel     | Ka Yee Lee/ Nathael Elyes Hamdoun | 3:0          | 2            | Miu Hirano/ Tomokazu Harimoto | 2:0           | ausgeschieden | ausgeschieden | ausgeschieden | ausgeschieden | ausgeschieden | ausgeschieden | 17   |
| Team Europa 3 Maciej Franciszek Kolodziejczyk Anna Janina Wegrzyn | Doppel     | Annika Lundström/ Jann Mari Nayre | 3:0          | 2            | Miu Hirano/ Tomokazu Harimoto | 2:0           | ausgeschieden | ausgeschieden | ausgeschieden | ausgeschieden | ausgeschieden | ausgeschieden | 17   |

### Trampolinturnen
| Athleten     | Wettbewerb | Qualifikation | Qualifikation | Finale | Finale | Rang   |
| Athleten     | Wettbewerb | Punkte        | Rang          | Punkte | Rang   | Rang   |
| ------------ | ---------- | ------------- | ------------- | ------ | ------ | ------ |
| Jungen       |            |               |               |        |        |        |
| Benny Wizani | Einzel     | 102,155       | 3             | 57,430 | 3      | Bronze |